# Bureau of Alcohol, Tobacco, Firearms and Explosives
Het Bureau of Alcohol, Tobacco, Firearms and Explosives, veelal Alcohol, Tobacco and Firearms (ATF) genoemd, is een politie-instantie van de federale overheid van de Verenigde Staten, bevoegd met recherche en preventie aangaande onwettig gebruik, productie en bezit van vuurwapens en springstoffen, brandstichting en bomontploffingen, en het illegaal in- en uitvoeren van alcohol- en tabaksproducten. Daarnaast reguleert ATF de verkoop, het bezit en het vervoer van vuurwapens, munitie en explosieven over de staatsgrenzen heen. Het agentschap valt onder het Amerikaans ministerie van Justitie. De huidige directeur is Regina Lombardo. Er werken meer dan 5.000 mensen voor het agentschap, dat een jaarlijkse begroting van ongeveer 1,2 miljard dollar heeft. ATF heeft haar hoofdzetel langs New York Avenue in Washington D.C. met een extra faciliteit in Martinsburg (West Virginia) en verschillende regionale, lokale en buitenlandse afdelingen.
Hoewel het agentschap een lange voorgeschiedenis heeft, werd het in zijn huidige vorm pas in 1972 opgericht als het Bureau of Alcohol, Tobacco, and Firearms. Het was toen een onderdeel van het ministerie van Financiën. Na de aanslagen van 9/11 ondertekende president George W. Bush de Homeland Security Act, die niet alleen het Department of Homeland Security creëerde, maar die het ATF ook naar het ministerie van Justitie verhuisde. De naam van het agentschap veranderde ook, met de toevoeging van Explosives. Belastinggerelateerde bevoegdheden werden tegelijkertijd afgesplitst naar het nieuwe Alcohol and Tobacco Tax and Trade Bureau.